# Condado de Robertson (Texas)
O Condado de Robertson é um dos 254 condados do estado americano do Texas. A sede do condado é Franklin, e sua maior cidade é Franklin.
O condado possui uma área de 2 242 km² (dos quais 29 km² estão cobertos por água), uma população de 16 000 habitantes, e uma densidade populacional de 7 hab/km² (segundo o censo nacional de 2000).
O condado foi fundado em 1837.